# Mill Creek (dopływ Clyde River)
Mill Creek – strumień (creek) w kanadyjskiej prowincji Nowa Szkocja, w hrabstwie Shelburne, płynący w kierunku południowym i uchodzący do Clyde River; nazwa urzędowo zatwierdzona 27 sierpnia 1975.